# 大宝 (大理)
大宝（1149年—1156年）是大理国皇帝段正兴的第二個年号，共计8年。
年號名稱，雲南文獻有的作「大宝」，有的作「天宝」，倪輅《南詔野史》無此年號。根據姚安縣矣光祿鎮高陀山梵文塔磚、1967年洱源縣三營公社火焰山塔磚及1985年來鳳山茶廠火葬墓發現的買地券，可知年號是「大寶」。
起訖年，方詩銘、李崇智作1149年－1155年，李家瑞作1149年－1154年，段玉明作1149年－1154年？，王雲、黃德榮作1149年－1156年。

## 年號及改元出處
- 倪輅《南詔野史》：「宋高宗紹興十七年（1147）立，改元永貞。又改龍興、聖明、建德等年號。……易長禪位為僧。」
- 胡蔚《增訂南詔野史》：「南宋高宗丁卯紹興十七年（1147）即位。明年（1148），改元永貞。又改元大寶、龍興、盛明、建德。……孝宗壬辰乾道八年（1172）四月，重霧，十六日方開。正興禪位為僧，在位二十五年。」
- 王崧《雲南備徵志》：「宋高宗紹興十七年（1147）即位，改元永貞。高量成繼立，改元大寶。……二十五年，改元龍興，又改聖明、建德。……乾道七年（1171）六月禪位為僧，在位二十七年。」
- 諸葛元聲《滇史》：「段氏十七世正興，以宋高宗紹興十七年丁卯（1147）立，改元永貞。己巳（1149），改元大寶。……丁丑（1157），改元龍興。壬午（1162），改盛明。甲申（1164），改建德。……正興在位二十五年，避位為僧。」
- 李京《雲南志略》：「子政興立，改元〔永真〕、天寶（陶宗儀《說郛》作「天保」）、龍興、盛明、建德。在位二十六年。」
- 楊慎《滇載記》：「正興以宋高宗紹興十七年（1147）立，改元四：永貞、太寶、龍興、盛明。」
- 馮蘇《滇考》：「紹興十七年（1147），子正興嗣，改元永貞、大寶、龍興、盛明、建德。……立二十五年，亦避為僧。」
- 《白古通記淺述》：「正興立二十五年。」
- 姚安光祿高陀山梵文塔磚：「大寶六年甲戌。」[7]
- 洱源三營公社火焰山塔磚：「大寶七年歲次乙亥。」[8]
  - 來鳳山茶廠火葬墓買地券：「大寶八年歲次丙子六月。」[9][10]

## 纪年對照表
| 大宝 | 元年   | 二年   | 三年   | 四年   | 五年   | 六年   | 七年   | 八年   |
| ---- | ------ | ------ | ------ | ------ | ------ | ------ | ------ | ------ |
| 公元 | 1149年 | 1150年 | 1151年 | 1152年 | 1153年 | 1154年 | 1155年 | 1156年 |
| 干支 | 己巳   | 庚午   | 辛未   | 壬申   | 癸酉   | 甲戌   | 乙亥   | 丙子   |

## 同期存在的其他政权年号
- 中國
  - 紹興（1131年－1162年）：宋－宋高宗趙構之年號
  - 咸清（1144年－1150年）：西遼－感天后蕭塔不煙之年號
  - 紹興（1151年－1163年）：西遼－仁宗耶律夷列之年號
  - 皇統（1141年－1149年）：金－金熙宗完颜亶之年號
  - 天德（1149年－1153年）：金－金海陵王完颜亮之年號
  - 貞元（1153年－1156年）：金－金海陵王完顏亮之年號
  - 天盛（1149年－1169年）：西夏－夏仁宗李仁孝之年號
- - 大定（1140年－1162年）：越南李朝－李天祚之年號
- 日本
  - 久安（1145年－1151年）：近衛天皇之年号
  - 仁平（1151年－1154年）：近衛天皇之年号